# Gianmaria
Gianmaria ist ein italienischer männlicher Vorname, entstanden aus der Verbindung der Vornamen Gianni und Maria. Eine weitere Variante dieses Doppelnamens ist Giammaria.

## Namensträger
- Gianmaria Bruni (* 1981), italienischer Automobilrennfahrer
- Gianmaria Testa (1958–2016), italienischer Liedermacher
- Gianmaria Volpato  (* 2002), italienischer Popsänger, siehe Gianmaria (Sänger)
- Gianmaria Zamagni (* 1974), italienischer Kirchenhistoriker